# TIP Trailer Services
TIP Trailer Services ist ein herstellerunabhängiger Vermieter mit Hauptsitz im niederländischen Amsterdam.
Der Vermieter und Leasinganbieter bietet Sattelzugmaschinen, LKW, Trailer und Wechselbrücken an. TIP verfügt über eine Flotte von über 100.000 Sattelaufliegern, knapp 8.000 LKW und Sattelzugmaschinen und 6.600 Wechselbrücken. Diese werden an knapp 100 Standorten in 17 europäischen Ländern vermietet, darüber hinaus unterhält TIP 133 eigene Werkstätten.
Die Wurzeln des Unternehmens liegen in der Container Leasing, Inc, die 1957 in Philadelphia gegründet wurde. Container Leasing spezialisierte sich auf die Vermietung von Containern und Sattelaufliegern für den Güterkraftverkehr. Im Jahr 1966 firmierte die Gesellschaft in Transport Pool um. Ab 1971 wurden Aktien des Unternehmens an der NASDAQ gehandelt, jedoch erfolgte bereits vier Jahre später, 1975, eine Übernahme durch die Gelco Corporation aus Minneapolis. Eine weitere Umfirmierung erfolgte 1976, als der Name Transport International Pool Inc. (TIP) angenommen wurde. Nach einer Reihe von Übernahmen, in deren Folge das europäische Geschäft von den US-amerikanischen Geschäftsaktivitäten abgespalten wurde, wurde die europäische TIP eine Tochter von GE Capital. Ab 2013 war TIP ein Tochterunternehmen der chinesischen HNA Group. HNA veräußerte seine Anteile 2018 an die Beteiligungsgesellschaft I Squared Capital.